# Walvis (schip, 1950)
De Walvis is een dieselelektrische ijsbreker gebouwd in 1949 voor de Vereniging voor Algemene Scheepvaartbelangen te Amsterdam. Het is een varend monument en ingeschreven in het Nationaal Register Varende Monumenten met registratienummer 534. Het schip is particulier eigendom, maar wordt beheerd door   een stichting.
Op 9 mei 2020 is De Walvis overgedragen aan het Mechanisch Erfgoed Centrum in Dronten en ligt daar ter bezichtiging. 